# NGC 5380
NGC 5380 est une galaxie lenticulaire située dans la constellation des Chiens de chasse. Sa vitesse par rapport au fond diffus cosmologique est de 3 365 ± 27 km/s, ce qui correspond à une distance de Hubble de 49,6 ± 3,5 Mpc (∼162 millions d'al). NGC 5380 a été découvert par l'astronome germano-britannique William Herschel en 1787.
NGC 5380 est I présente une large raie HI.
À ce jour, quatre mesures non basées sur le décalage vers le rouge (redshift) donnent une distance de 30,100 ± 14,998 Mpc (∼98,2 millions d'al), ce qui est à l'intérieur des valeurs de la distance de Hubble. Notons que c'est avec la valeur moyenne des mesures indépendantes, lorsqu'elles existent, que la base de données NASA/IPAC calcule le diamètre d'une galaxie et qu'en conséquence le diamètre de NGC 5380 pourrait être d'environ 26,0 kpc (∼84 800 al) si on utilisait la distance de Hubble pour le calculer. 

## Groupe de NGC 5378
Selon A. M. Garcia, NGC 5380 fait partie d'un trio, le groupe de NGC 5378. Les deux autres galaxies du trio sont NGC 5378 et UGC 8778.
D'autre part, Abraham Mahtessian place les galaxies NGC 5378 et NGC 5380 dans un autre groupe avec les galaxies NGC 5341, NGC 5351, NGC 5394 et NGC 5395. Ces quatre galaxies sont placées dans le groupe de NGC 5395 en compagnie d'UGC 8806 par Garcia. Dépendant des critères de regroupement utilisés, ces deux groupes pourraient sans doute être réunis pour former un groupe de huit galaxies.